# Маркашино
Маркашино (рос. Маркашино) — присілок в Торжоцькому районі Тверської області Російської Федерації.
Населення становить 46 осіб. Входить до складу муніципального утворення Мирновське сільське поселення.

## Історія
Від 2005 року входить до складу муніципального утворення Мирновське сільське поселення.

## Населення
| 1996 | 2002 | 2008 | 2010 |
| ---- | ---- | ---- | ---- |
| 40   | ↗47  | ↗50  | ↘46  |